# Zorocrates fuscus
Zorocrates fuscus är en spindelart som beskrevs av Simon 1888. Zorocrates fuscus ingår i släktet Zorocrates och familjen Zorocratidae. Inga underarter finns listade i Catalogue of Life.